# Coupe des nations de rugby à XV 2015
 (juin 2016).
Navigation
IRB Nations Cup 2014 World Rugby Nations Cup 2016
La Coupe des nations de rugby à XV  2015, ou World Rugby Nations Cup 2015, est une compétition annuelle de rugby à XV.
La coupe se déroule du 12 juin au 21 juin 2015.

## Classement
| Rang | Nation      | J | V | N | D | Pm  | Pe | Diff | Pts |
| ---- | ----------- | - | - | - | - | --- | -- | ---- | --- |
| 1    | Roumanie    | 3 | 3 | 0 | 0 | 101 | 12 | +89  | 13  |
| 2    | Argentine A | 3 | 2 | 0 | 1 | 45  | 39 | +6   | 9   |
| 3    | Espagne     | 3 | 1 | 0 | 2 | 35  | 53 | -18  | 0   |
| 4    | Namibie     | 3 | 0 | 0 | 3 | 16  | 93 | -77  | 0   |

|  | Vainqueur du tournoi (no 1). |
|  | T : tenant du titre.         |

Source : worldrugby.org

Attribution des points :
*4 points sont attribués pour une victoire
*2 points pour un match nul
*aucun point en cas de défaite
*1 point de bonus pour une perte de sept points ou moins
*1 point de bonus pour avoir marqué quatre essais ou plus dans un match

## Calendriers des matchs
Première journée
| Le 12 juin | Stade Arcul de Triumf, Bucarest | Namibie  | 10 - 30 | Argentine A |
| Le 12 juin | Stade Arcul de Triumf, Bucarest | Roumanie | 35 - 9  | Espagne     |

Deuxième journée
| Le 17 juin | Stade Arcul de Triumf, Bucarest | Argentine A | 15 - 6 | Espagne |
| Le 17 juin | Stade Arcul de Triumf, Bucarest | Roumanie    | 43 - 3 | Namibie |

Troisième journée
| Le 21 juin | Stade Arcul de Triumf, Bucarest | Espagne  | 20 - 3 | Namibie     |
| Le 21 juin | Stade Arcul de Triumf, Bucarest | Roumanie | 23 - 0 | Argentine A |